# أحمد محمد الخاوي
أحمد محمد الخاوي (و. 1960 - ) برلماني يمني، التحق بمجلس النواب اليمني في 1979، وعمل سكرتيراً للجنة الخطة والشؤون المالية والاقتصادية. درس في جامعة صنعاء في 1985. وكان رئيساً لسكرتارية رئيس اللجنة العليا للانتخابات لأول مجلس نيابي في الجمهورية اليمنية عام (1993م).